# 소학
소학(小學, 영어: prime learning)은 1187년에 완성된 중국 송나라의 성리학자 주희(朱熹)와 그의 제자 유청지(劉淸之)가 지은 수양서이다. 유교 교육기관에서 사자소학(四字小學)의 형태로 한자 교육에 널리 활용되었다.

## 같이 보기
- 《소학언해》(小學諺解)
- 《대학》(大學)
- 서경 (책)#청나라 시대부터 가짜로 받아들여진 진나라의 위조 경전